# Attopsis longipennis
Espèce
Attopsis longipennis est une espèce fossile de fourmis de la sous-famille des Formicinae. C'est l'espèce type du genre Attopsis. 

## Classification
L'espèce Attopsis longipennis est décrite en 1849 par le paléontologue suisse Oswald Heer (1809-1883),.

### Fossiles
Selon Paleobiology Database en 2023, une seule collection de fossiles est référencée :
- Sarmatien du Miocène découverte à Radoboj en Croatie

### Étymologie
L'épithète spécifique, longipennis, dérive du latin et signifie « longues plumes ».

## Description
Le monogyne d'A. longipennis a une longueur totale de 8,8 mm, avec un seul segment jusqu'au pétiole, tandis que le premier segment du gaster n'est pas resserré comme Heer l'avait initialement signalé. Trois ensembles d'épines appariées se trouvent respectivement sur le propodium, le pronotum et le pétiole. La tête a des antennes avec des hampes allongées qui dépassent le bord arrière de la capsule céphalique et ont des flagellomères plus longs que larges. Les marges des yeux composés sont arrondies et dépourvues d'angles occipitaux. Les ailes antérieures sont allongées et rétrécies, avec une cellule 3r fermée, tandis que les cellules rm et mcu sont peut-être absentes.

### Publication originale
- [1849] (de) Oswald Heer, Die Insektenfauna der Tertiärgebilde von Oeningen und von Radoboj in Croatien. Zweiter Theil: Henschrecken, Florfliegen, Aderflügler, Schmetterlinge und Fliegen, 1849, 1-264 p.